# Volby v Lotyšsku
Volby v Lotyšsku jsou svobodné. Na celostátní úrovni se v Lotyšsku volí do parlamentu, Evropského parlamentu a každé čtyři roky probíhají prezidentské volby. Do jednokomorového parlamentu (Saeima) je poměrným volebním systémem voleno 100 poslanců na čtyřleté volební období.

## Dominantní politické strany
- Centrum shody
- Jednota
- Svaz zelených a rolníků
- Nacionální sdružení
- Sdružení regionů Lotyšska
- Ze srdce pro Lotyšsko
- Lotyšská unie Rusů